# New Ellenton
New Ellenton – miasto w Stanach Zjednoczonych, w stanie Karolina Południowa, w hrabstwie Aiken.